# Orgoglio e pregiudizio
Pour les articles homonymes, voir Orgueil et Préjugés (homonymie).
Orgoglio e pregiudizio (littéralement : Orgueil et Préjugé) est une mini-série italienne, en noir et blanc, et en cinq épisodes d'environ 50 minutes , réalisée par Daniele D'Anza, sur un scénario d'Edoardo Anton, et diffusée entre le 21 septembre et le 19 octobre 1957 sur la Rai Uno.
C'est une adaptation assez libre, « italianisée » et romanesque du roman Orgueil et Préjugés de Jane Austen, publié en 1813. La trame générale du récit est maintenue en substance, mais la vivacité et la finesse d'esprit du roman original en sont absentes. Le personnage de Kitty a disparu, celui de Collins, joué par Elio Pandolfi, est étoffé. La télévision italienne alors naissante misait sur un succès populaire grâce aux intermèdes dansés, au soin porté aux décors et aux costumes pour évoquer l'Angleterre du début du XIXe siècle et à la présence de comédiens et d'acteurs déjà connus, comme Franco Volpi (Darcy), Margherita Bagni (Lady Catherine), Sergio Tofano (Signor Bennet), Tullio Altamura et Franca Dominici (Les Gardiner) ou Mario Pisu (Colonel Fitzwilliam). Le rôle d'Elizabeth Bennet fut le premier grand rôle de Virna Lisi, alors âgée de vingt-et-un ans.

## Distribution
- Virna Lisi : Elizabeth Bennet
- Franco Volpi : Signor Darcy
- Vira Silenti : Jenny Bennet
- Luisella Boni : Lydia Bennet
- Elsa Merlini : Signora Bennet
- Enrico Maria Salerno : Tenente Wickham
- Sergio Tofano : Signor Bennet
- Daniela Calvino : Mary Bennet
- Margherita Bagni : Lady Katherine de Bourg
- Matteo Spinola (it) : Charles Bingley
- Irene Aloisi : Carol Bingley
- Elio Pandolfi : William Collins
- Aurora Trampus : Charlotte Lucas
- Carlo Lombardi (it) : Sir Lucas
- Laura Nucci : Lady Lucas
- Franca Dominici : Zia Gardiner
- Tullio Altamura (it) : Zio Gardiner
- Luca Pasco : Colonnello Forster
- Gianni Partanna (it) : Tenente Miller
- Massimo Pietrobon : Capitano Carter
- Maresa Gallo (it) : Giorgiana
- Mario Pisu : Colonnello Fitzwilliam
- Edda Soligo (it) : Signora Hill

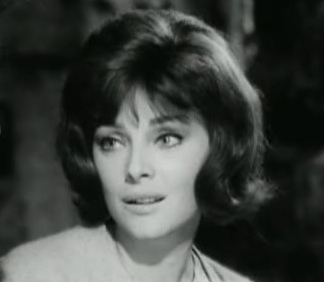
Virna Lisi (en brune en 1966, comme pour jouer Elizabeth)
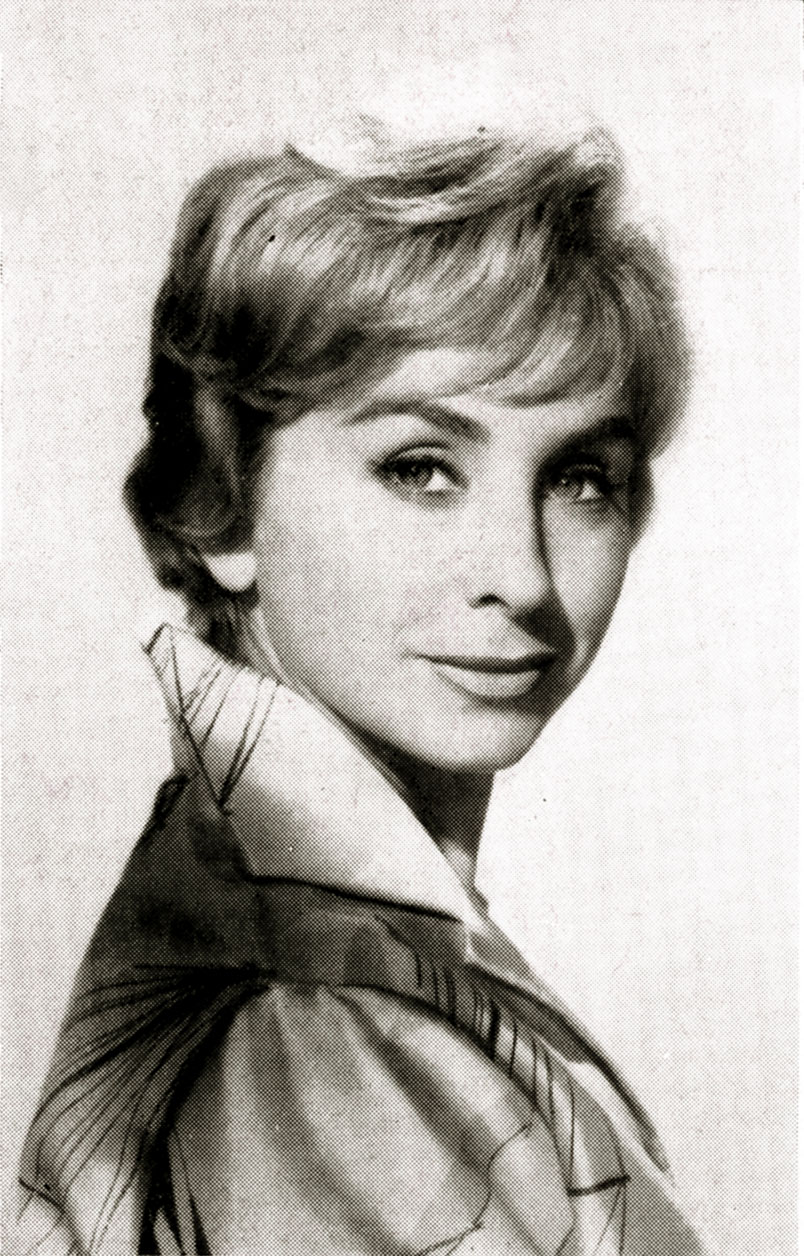
Vira Silenti (Jenny Bennet)
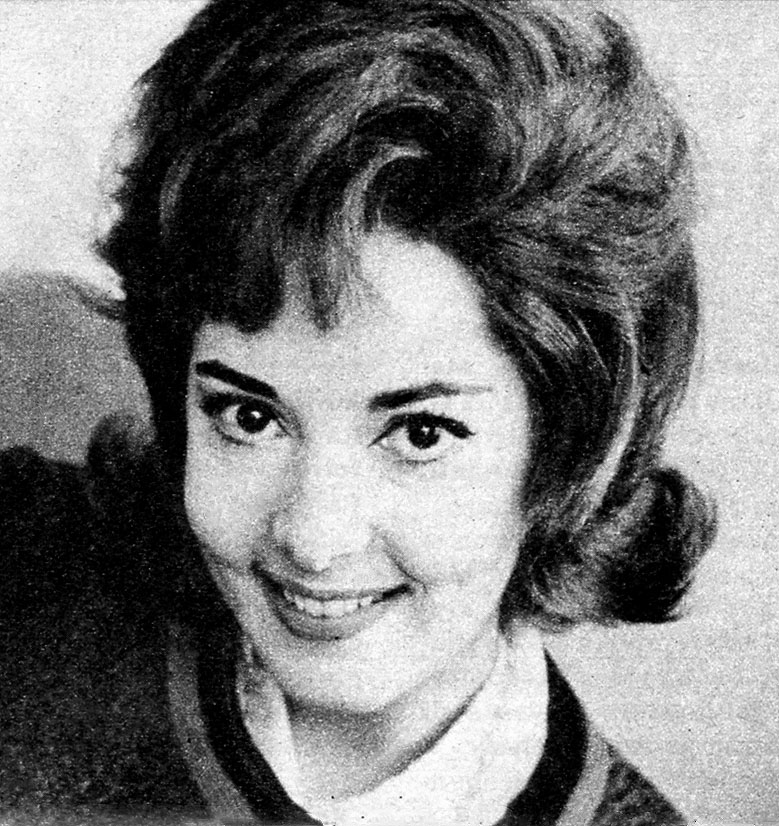
Luisella Boni (Lydia)
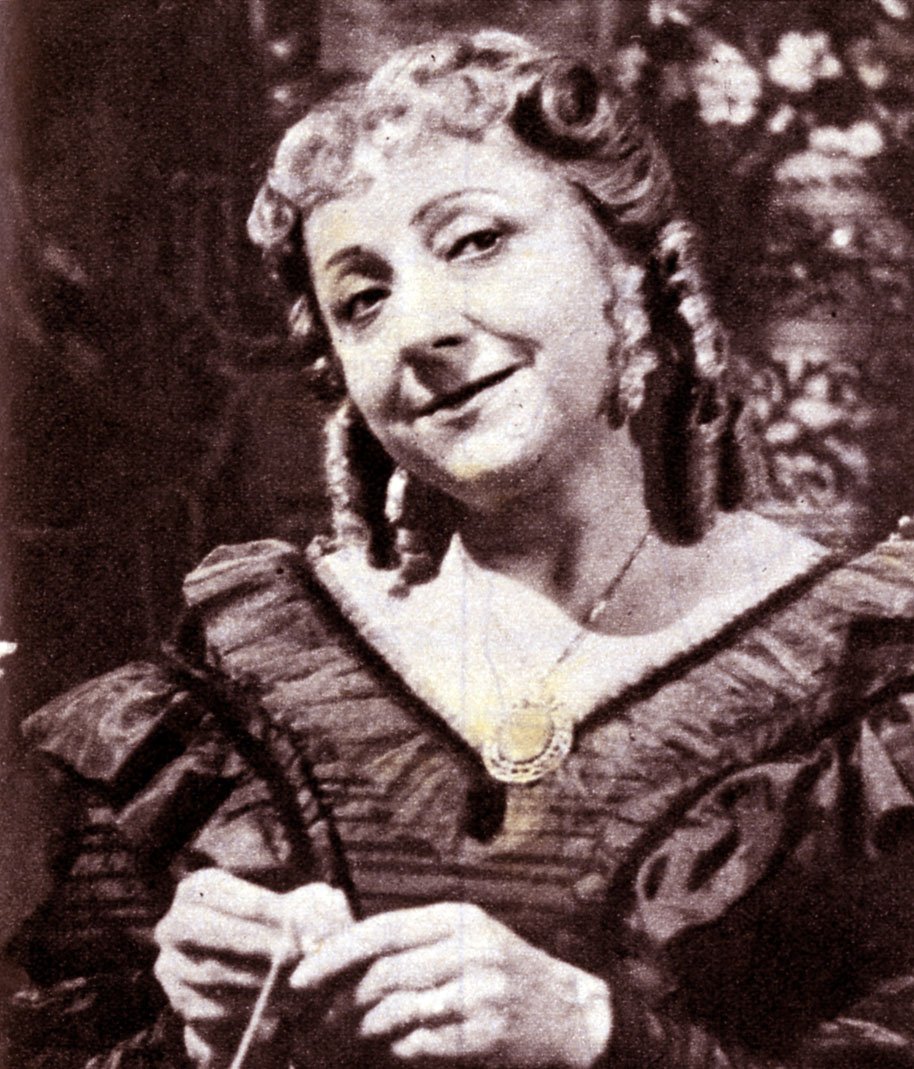
Margherita Bagni (Lady Katherine)
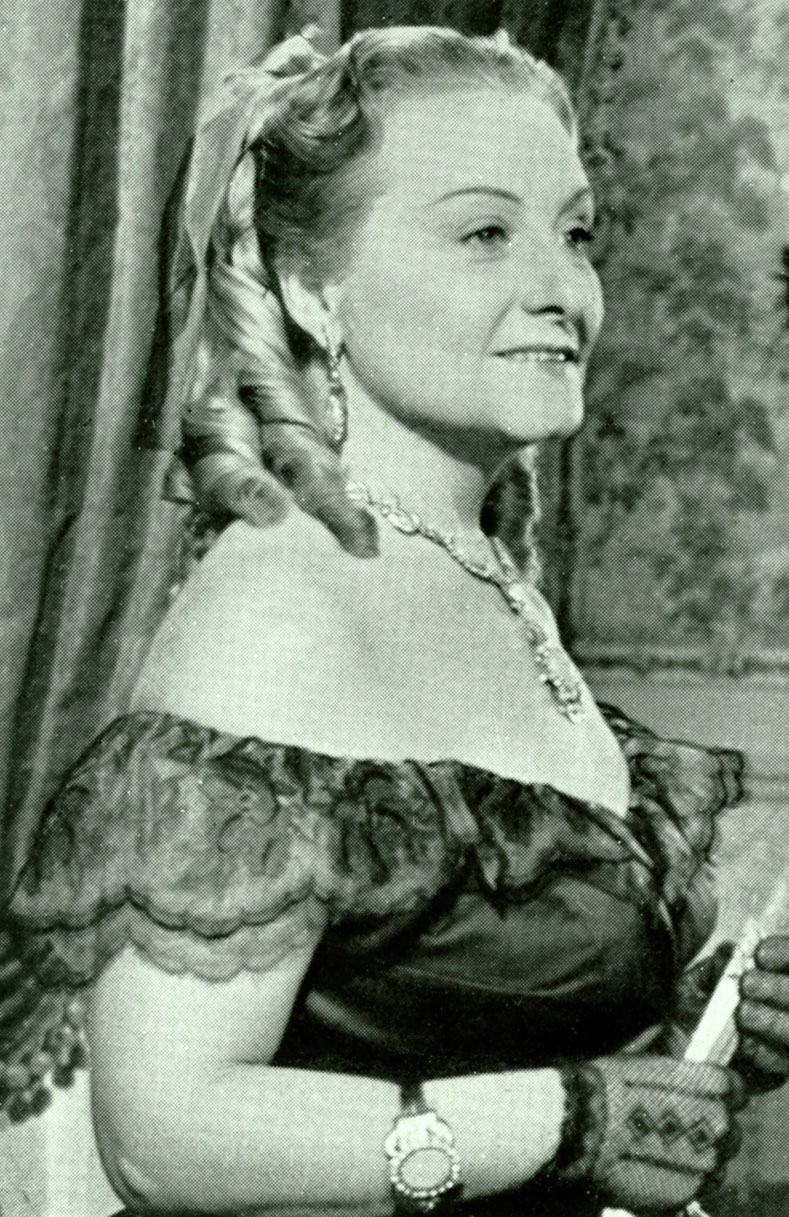
Franca Dominici (Mrs Gardiner)
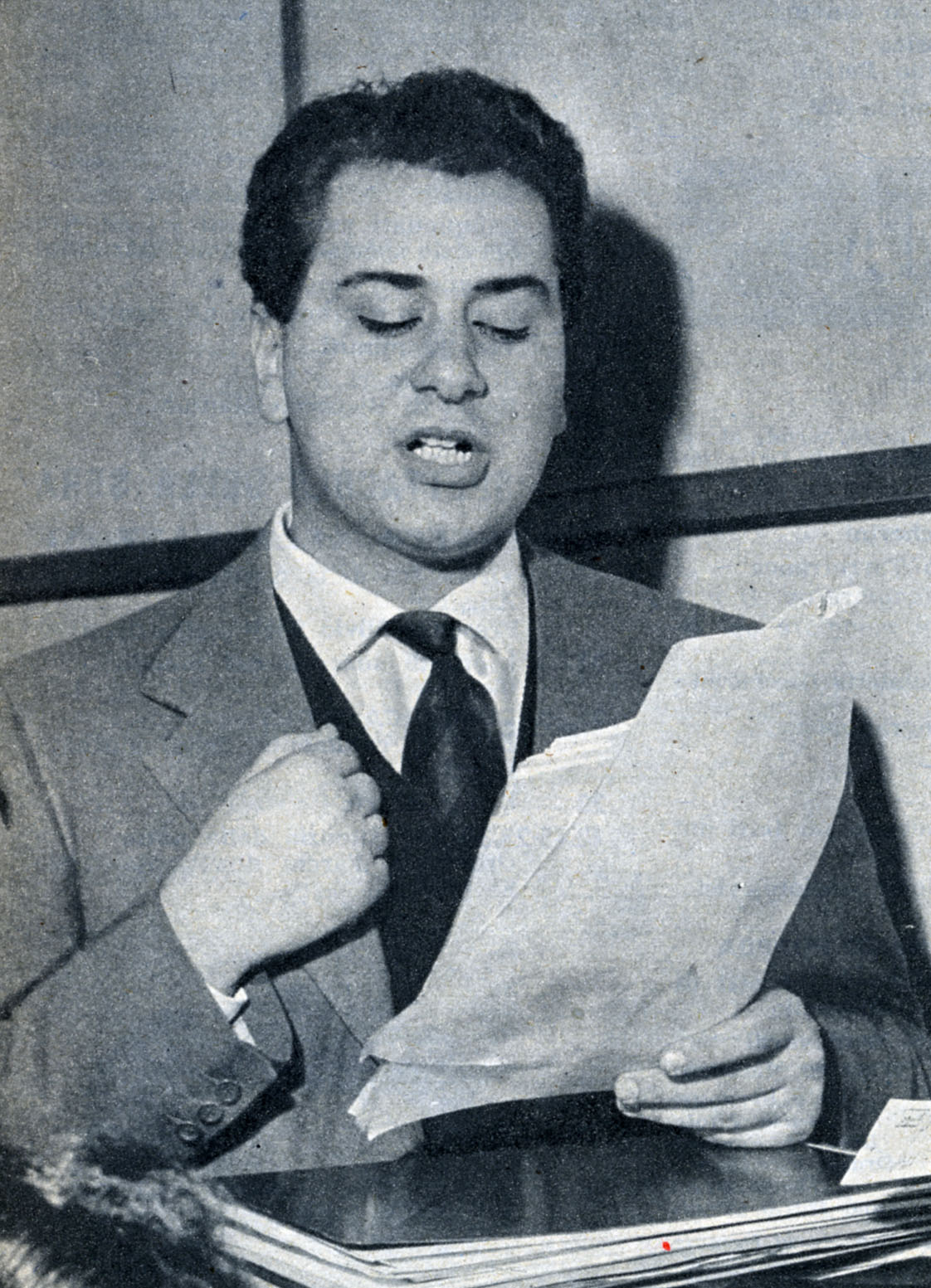
Elio Pandolfi (Collins)
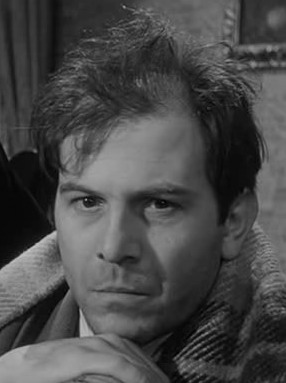
Enrico Maria Salerno (Wickham)

## Fiche technique
- Réalisation : Daniele D'Anza
- Scénario : Edoardo Anton
- Régie : Sergio Dalmie
- Mise en scène : Bruno Salerno
- Costumes : Fausto Saro
- Musique : Giuliano Pomeranz
- Chorégraphie : G. M. Ciampaglia
- Deux danseurs solistes : Antonietta Nicoli, Aldo Scardovi

## Sources
- Jane Austen Romans 2 page 1016, éditions Omnibus 1996  (ISBN 978-2258045415).